# Terfenil
Terfenilii (difenilbenzeni sau trifenili) sunt 3 compuși organici formați din trei nuclee benzenice izolate (un benzen substituit cu două resturi fenil). Cei trei izomeri sunt: orto-tefenil, meta-tefenil și para-tefenil. Terfenilul disponibil comercial este de obicei un amestec al celor trei izomeri, fiind utilizat în obținerea terfenililor policlorurați.

## Structuri chimice

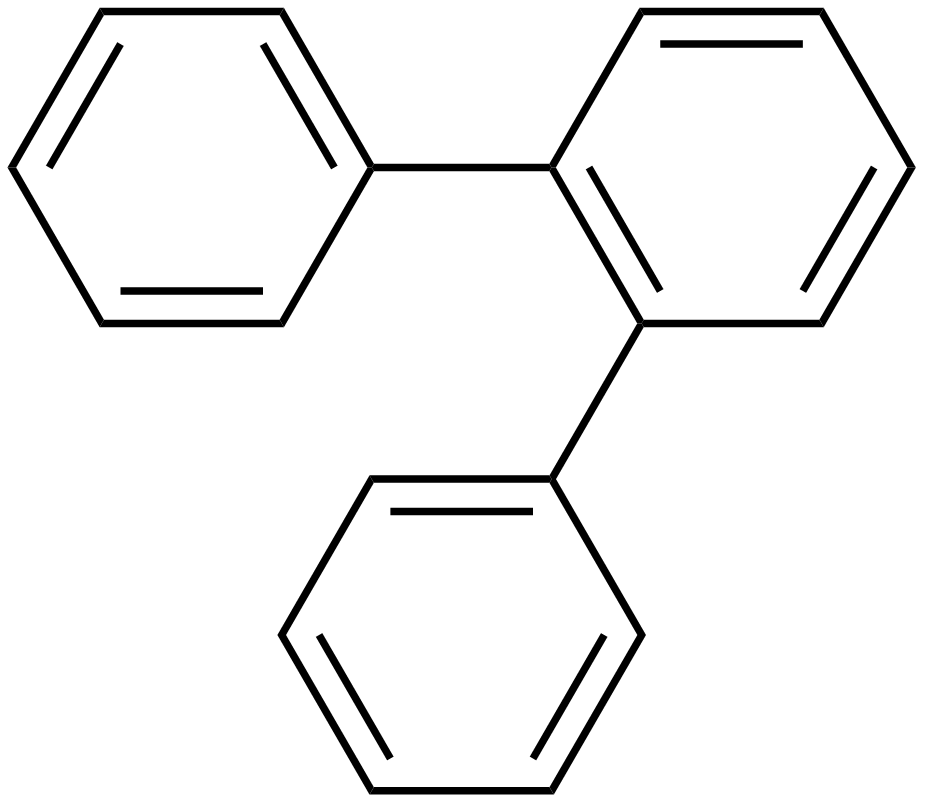
orto-tefenil
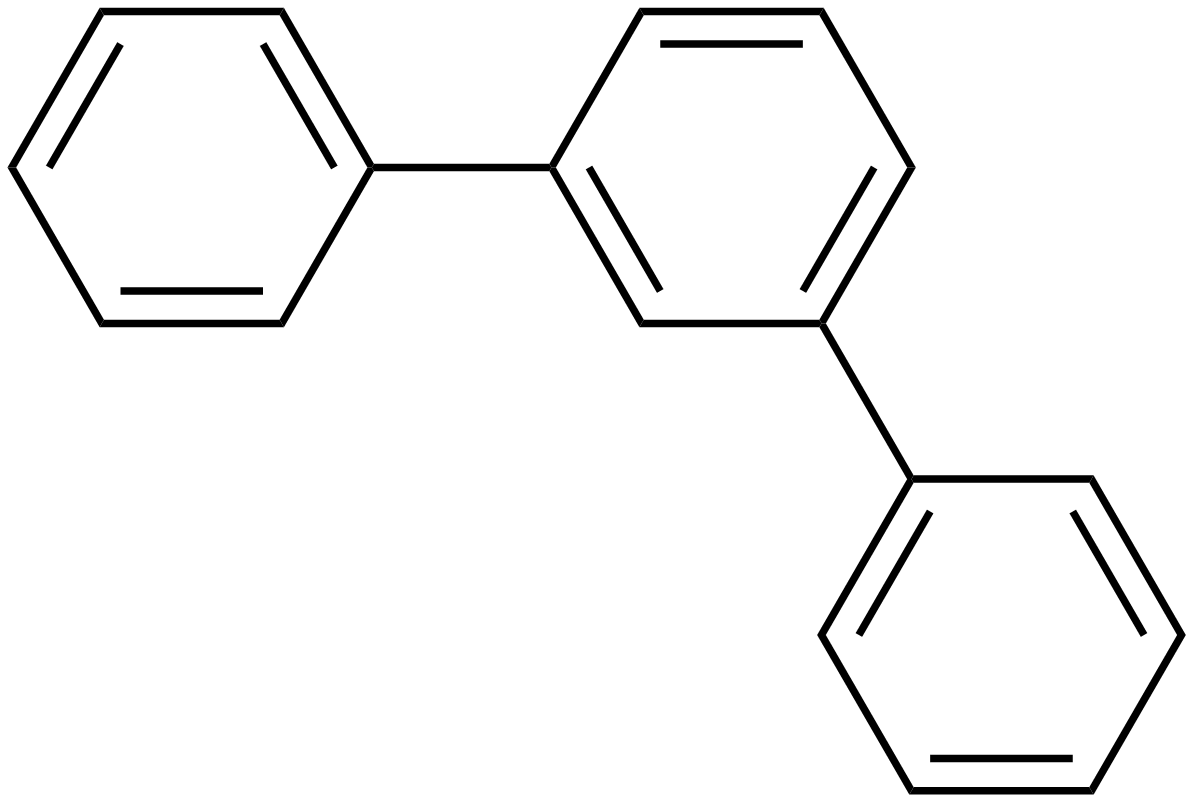
meta-tefenil
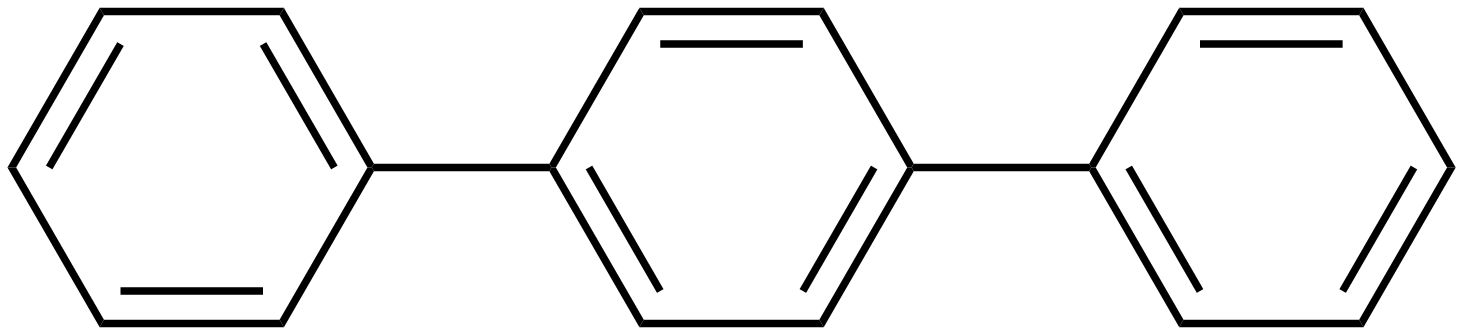
para-tefenil